# Edgar Quinet

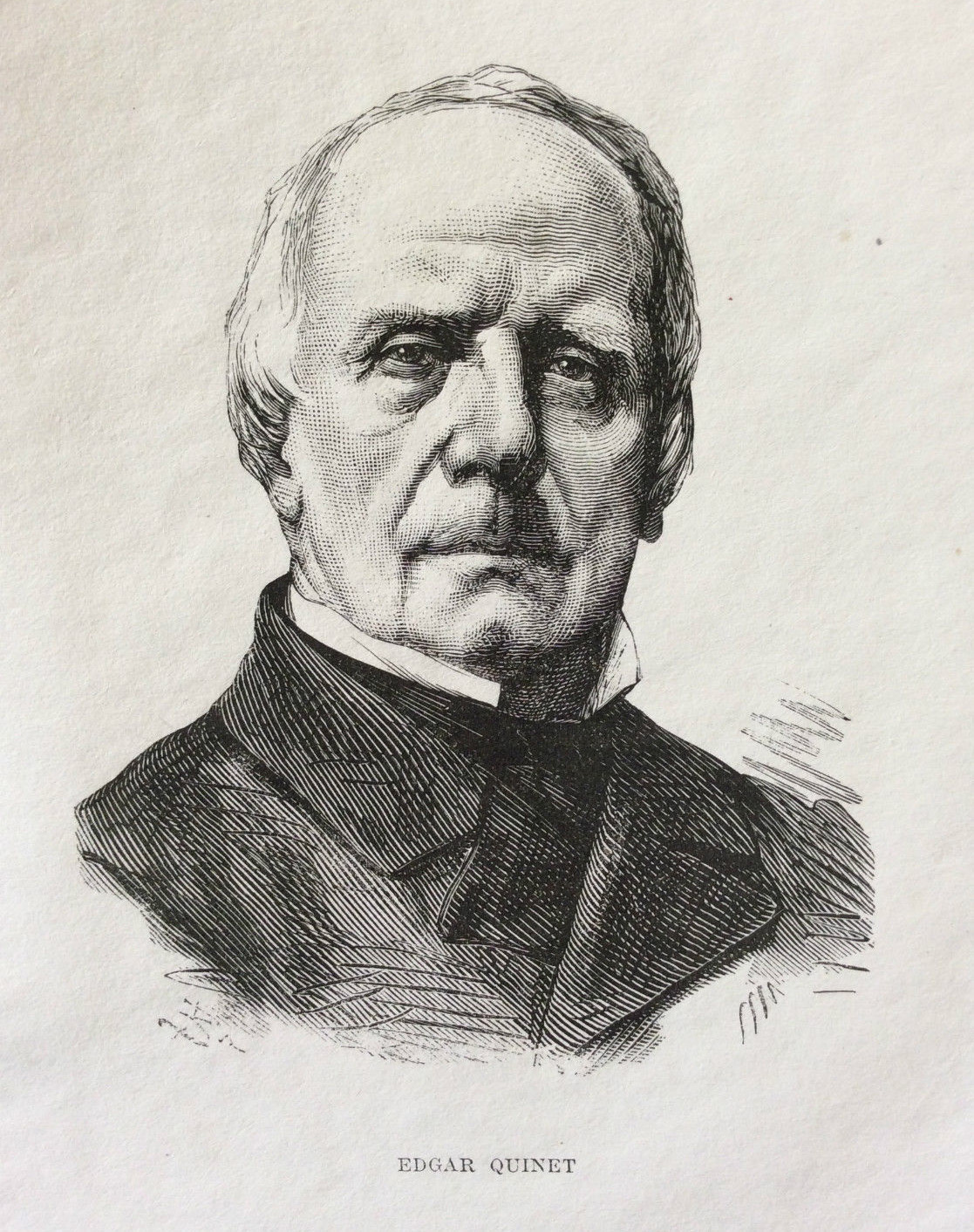
Edgar Quinet.

Edgar Quinet (17 de febrero de 1803 - 27 de marzo de 1875) fue un escritor, historiador e intelectual francés.

## Biografía
Nació en Bourg-en-Bresse, en el departamento francés de Ain. Su padre, Jérôme Quinet, había sido comisario en el ejército, pero siendo un firme republicano, estaba disgustado por el golpe de Estado del 18 de Brumario de Napoleón Bonaparte, renunció a su puesto y se consagró al estudio científico y matemático. Edgar, que era un niño en ese entonces, se encontraba frecuentemente solo, pero su madre (Eugénie Rozat Lagis, quien era una persona educada con fuertes, aunque originales creencias religiosas) ejerció una gran influencia sobre él.
Fue enviado por primera vez al colegio en Bourg y posteriormente a Lyon. Su padre deseaba que dejara la escuela y se uniera al ejército, para después comenzar una carrera en los negocios. Sin embargo, Quinet tenía la determinación en dedicarse a la literatura, y después de un tiempo se salió con la suya. Su primera publicación, el Tablettes du juif errant (escritos, cuadernos del judío errante) apareció en 1823.
Impresionado por la obra de Johann Gottfried Herder Philosophie der Geschichte ("Filosofía de la historia"), la tomó para traducirla, aprendió alemán para este propósito publicando su trabajo en 1827. En ese periodo fue presentado a Victor Cousin, y conoció a Jules Michelet. Había visitado Alemania y el Reino Unido antes de la aparición de este libro. Cousin obtuvo para él una posición en una misión gubernamental en Morea, en el Imperio otomano, en 1829 (durante la Guerra de independencia de Grecia), y a su retorno en 1830 publicó un libro sobre La Grèce moderne ("La Grecia moderna").
Tras la Revolución de Julio se quedó sin empleo por su reputación de republicano especulador. Se unió al equipo de la revista Revue des deux mondes, y por varios años, contribuyó con numerosos ensayos, siendo el más destacado el titulado: Les Épopées françaises du XIIème siècle, una temprana, aunque no la primera, apreciación de las largamente olvidadas chansons de geste. Ahasverus (1833), poema en prosa, se considera su primera gran obra.
Se casó con Minna More, una joven alemana. Luego visitó Italia, y además de escribir numerosos ensayos, produjo dos poemas, Napoléon (1835) y Prométhée (1838), ambos escritos en verso e inferiores con respecto a Ahasverus. En 1838 publicó una fuerte respuesta a la obra Leben Jesu de David Strauss, y en ese año recibió la legión de honor. En 1839 fue contratado como profesor de literatura extranjera en Lyon, donde comenzó el curso de lecturas que formó la base de Génie des religions. Dos años después obtuvo la transferencia al Colegio de Francia, y  publicó Génie des religions (1842).
La cátedra de Quinet en París fue muy polémica. Eligió, junto con Michelet, entablar una violenta polémica con los jesuitas y el Ultramontanismo. Temas a los que dedicaría dos libros con esos títulos, publicados en 1843 y 1844. En 1846, el gobierno puso fin a estas disertaciones, medida que fue aprobada por la mayoría de sus colegas parisinos.

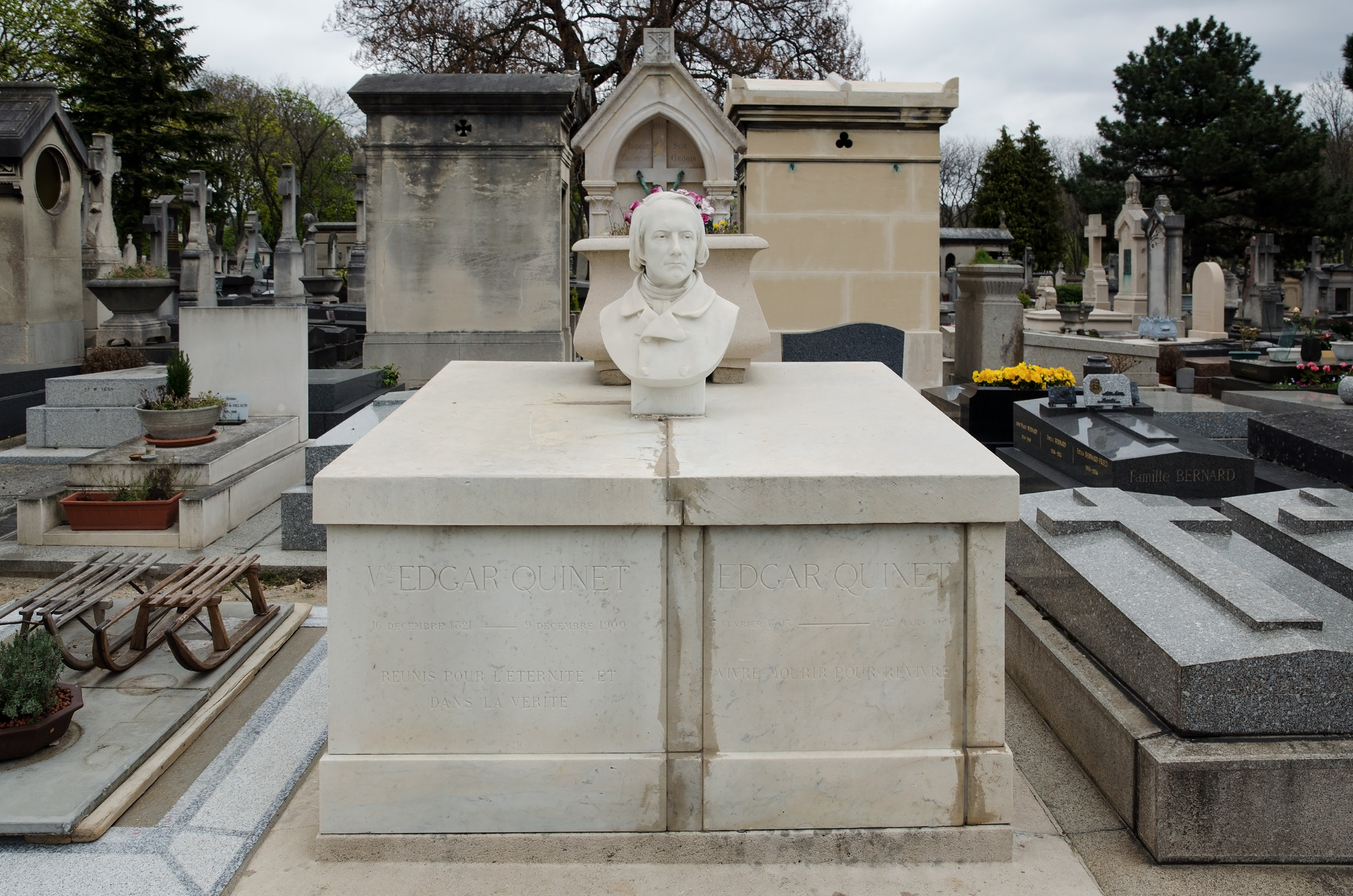
Tumba de Quinet en el Cementerio de Montparnasse en, París.

Se unió a los amotinados en la Revolución de 1848, lo que le valdría ser elegido como constituyente del departamento de Ain y después para la asamblea legislativa, formando filas en el partido radical extremo.
Había publicado en 1848 Les Révolutions d'Italie ("Las revoluciones de Italia"), uno de sus principales trabajos. Escribió numerosos panfletos durante este periodo republicano Segunda República Francesa, atacando a la Expedición de Roma como inflexible oponente de Napoleón III.